# Łukasz Krzywka
Łukasz Krzywka – historyk sztuki, były pracownik naukowy i wykładowca Instytutu Historii Sztuki Uniwersytetu Wrocławskiego.

## Edukacja
W 1980 roku ukończył studia na wydziale historii sztuki Uniwersytetu Wrocławskiego. W 1990 uzyskał stopień doktorski prezentując pracę pt. "Działalność artystyczna Leona Kaplińskiego 1826-1873".

## Kariera zawodowa
Łukasz Krzywka w latach 1981–2021 związany był z Instytutem Historii Sztuki Uniwersytetu Wrocławskiego. Jego specjalizacją jest sztuka XVIII, XIX i XX wieku, historyczne uwarunkowania planowania przestrzennego oraz renowacja zabytków. Jest autorem wielu opracowań architektonicznych i urbanistycznych a także opracowań dotyczących prac archeologicznych i renowacyjnych. Współpracował z m.in. Państwową Służbą Ochrony Zabytków, Miejskim Konserwatorem Zabytków we Wrocławiu i z Biurem Rozwoju Wrocławia. Od roku 1999 był pełnomocnikiem kolejnych rektorów Uniwersytetu Wrocławskiego do spraw obiektów zabytkowych, nadzorował przy tym prace konserwatorskie prowadzone przez Uniwersytet. W latach 2000–2017 był członkiem Rady Muzealnej przy Muzeum Architektury we Wrocławiu. Od 2004 do 2017 roku i w 2020 roku był członkiem Wojewódzkiej Rady Ochrony Zabytków działającej przy Dolnośląskim Wojewódzkim Konserwatorze Zabytków we Wrocławiu.

## Publikacje
Od 1997 Łukasz Krzywka jest redaktorem serii monografii architektonicznych "Zabytki Wrocławia" oraz "Skarby Dolnego Śląska". Jego artykuły publikowane były m.in. w Biuletynie Historii Sztuki, Odrze, "Studia Muzealne", "Renowacjach", Śląskim kwartalniku historycznym Sobótka, "Rocznikach Sztuki Śląskiej", w "Przeglądzie Uniwersyteckim”, "Quart" czy w Rocznikach wrocławskich. Jest autorem szeregu haseł w Encyklopedii Wrocławia, "Leksykonie architektury Wrocławia" oraz w czterotomowym wydaniu "Architektura Wrocławia".
- Zabytki i muzea Uniwersytetu Wrocławskiego, 2Wydawnictwo MAK sp. z o.o. seria Zabytki Wrocławia
- Sztuk-mistrz polski Leon Kapliński (1826-1873), Wrocław 1994. Wydawnictwo Uniwersytetu Wrocławskiego;
- Wieżowce Wrocławia 1919-1932, praca zbiorowa, Wydawnictwo: Archiwum Budowlane Miasta Wrocławia, Wrocław 1997;
- Szlakiem wrocławskich zabytków, Wrocław 2006, ISBN 83-89276-32-1
- Wrocławski Rynek. Przewodnik, wraz z Rafałem Eysymonttem, Wrocław 2008, ISBN 978-83-61379-01-0.
- Przedmieścia Piaskowe we Wrocławiu, red. Tomasz Głowiński, Hanna Okólska, wyd. Muzeum Miejskie Wrocławia, wyd GAJT, Wrocław 1991 artykuł R. Eysymontt, Ł. Krzywka, "Nim powstał plac Grunwaldzki";
- wraz z Rafałem Eysymonttem, Budynek dawnego szpitala Bożego Grobu na rogu ulic Kazimierza Wielkiego i św. Mikołaja we Wrocławiu artykuł w: Centrum staromiejskie we Wrocławiu, red. Tomasz Głowiński, Hanna Okólska, Wrocław 2016;
- wraz z K. Jasińską "Zabytkowe przestrzenie głównego gmachu Uniwersytetu Wrocławskiego. Przewodnik". Wyd. Fundacja dla Uniwersytetu Wrocławskiego, 2018.

## Nadzory konserwatorskie[2]
Łukasz Krzywka był zatrudniany do wielu nadzorów konserwatorskich m.in. w:
- budynku dawnego banku Heymannów, Rynek 33 we Wrocławiu;
- budynku banku, ul. Gepperta 4 we Wrocławiu;
- budynku Muzeum Przyrodniczego U. Wr. ul. Sienkiewicza 21 we Wrocławiu;
- budynku Instytutu Biologii Eksperymentalnej U. Wr., ul. Kanonia 6/8 we Wrocławiu;
- budynku Wydziału Filologicznego U. Wr. pl. Biskupa Nankiera 14 we Wrocławiu;
- budynku Filologii Romańskiej U. Wr., pl. Biskupa Nankiera 4 we Wrocławiu;
- budynku Studium Praktycznej Nauki Języków Obcych U. Wr., pl. Biskupa Nankiera 2/3 we Wrocławiu;
- budynku Instytutu Kulturoznawstwa U.Wr., ul. Szewska 50/51 we Wrocławiu;
- budynku dawnej biblioteki uniwersyteckiej, ul. Św. Jadwigi 3/4;
- budynku Instytutu Genetyki i Mikrobiologii U. Wr., ul. Stanisława Przybyszewskiego 63;
- budynku Obserwatorium Astronomicznego U. Wr., ul. Kopernika 7 we Wrocławiu ;
- gmachu głównego Uniwersytetu Wrocławskiego pl. Uniwersytecki 1 we Wrocławiu, m.in. remont dachów, remont konserwatorski elewacji, remont konserwatorski schodów, Cesarskich, konserwacja wystroju Auli Leopoldyńskiej.

oraz prac rewaloryzacyjnych:
- rewaloryzacja hali przemysłowej i budynku biurowego przy ul. Tęczowej we Wrocławiu
- rewaloryzacja dawnego pałacu Ballestremów, ul. Pawła Włodkowica 4 we Wrocławiu

## Odznaczenia
- Brązowy medal Zasłużony Kulturze Gloria Artis nadany 12 grudnia 2021 roku[3]